# Червона дама з Пейвіленда
51°33′0.31″ пн. ш. 4°15′18.67″ зх. д. / 51.5500861° пн. ш. 4.2551861° зх. д.
|                                                                    |  |  |
| Ліворуч: вигляд з боку ніг. Праворуч: вигляд решток з боку голови. |  |  |

Червона дама з Пейвіленда (англ. Red Lady of Paviland) — чоловічий скелет епохи верхнього палеоліту (оріньяцька культура), що зберігся майже повністю, забарвлений червоною вохрою, який виявив 1823 року священик Вільям Бакленд в одній з Пейвілендських вапнякових печер на півострові Гавер на півдні Уельсу. Датується 27 тис. роком до н. е. (29 тис. років тому, некаліброване датування).
Коли Бакленд виявив скелет, він зробив невірне припущення щодо як статі, так і часу поховання. Будучи креаціоністом, Бакленд вважав, що людські рештки не можуть бути старші за Всесвітній потоп, з цієї причини він сильно понизив вік знахідки, віднісши її до часів Римської імперії. Бакленд також помилково прийняв скелет за жіночий, оскільки він був знайдений разом з різними декоративними предметами, у тому числі намистом з раковин і кістяними прикрасами. Ці прикраси, а також червоний колір, в який був забарвлений скелет, змусили Бакленда припустити, що рештки належали римській повії або відьмі.
Пізніше «дама» була визначена як чоловік віком не більше 21 року. Це найдревніші рештки людей анатомічно сучасного типу на території Великої Британії, а також найдавніше церемоніальне поховання в Західній Європі. Разом із скелетом був знайдений череп мамонта, пізніше втрачений. Можливо, похований був племінним вождем.
Дослідження XX століття показали, що чоловік жив близько 26 тисяч років тому (26350 ± 550 BP, OxA-1815) у кінці верхнього палеоліту. Пізніше дослідження доктора Томаса Хайєма (англ. Thomas Higham) з Оксфордського університету і доктора Роджера Джейкобі (англ. Roger Jacobi) з Британського музею дозволяє припустити, що скелет може бути на чотири тисячі років старшим.
Хоча знахідку було зроблено на узбережжі, під час поховання печера, мабуть, була віддалена від моря приблизно на 120 км, на піднесеності над нині затопленою морем рівниною. У світлі нині застарілої гіпотези про те, що вік решток складав 26 тисяч років, раніше припускалося, що Червона дама жила (жив) за часів  останнього ,Девенсійського зледеніння, коли льодовикова шапка впритул наближалася до місць поховання, і що клімат нагадував сучасний сибірський, а рослинність була тундрового типу. Проте, згідно з новим датуванням, похований жив у тепліший період. Аналіз кісткового білка показує, що харчування похованого на 15-20 % складалося з риби, тобто плем'я похованого вело напівкочовий спосіб життя, оскільки морське узбережжя було того часу віддалене від місця поховання. Інша їжа, мабуть, включала м'ясо мамонта, шерстистого носорога і північного оленя.
Коли скелет було виявлено, в Уельсі не було власного відповідного музею для його зберігання; з цієї причини скелет був переданий на зберігання в Оксфордський університет, де Бакленд був професором. У грудні 2007 року скелет був переданий строком на рік в Національний музей Кардіффу. В ході подальших розкопок у місцях виявлення скелета було знайдено численні — понад чотирьох тисяч — кременеві знаряддя, зуби і кістки, голки і браслети, які нині знаходяться в музеї Суонси і Національному музеї Кардіффа.